# Ariane 5

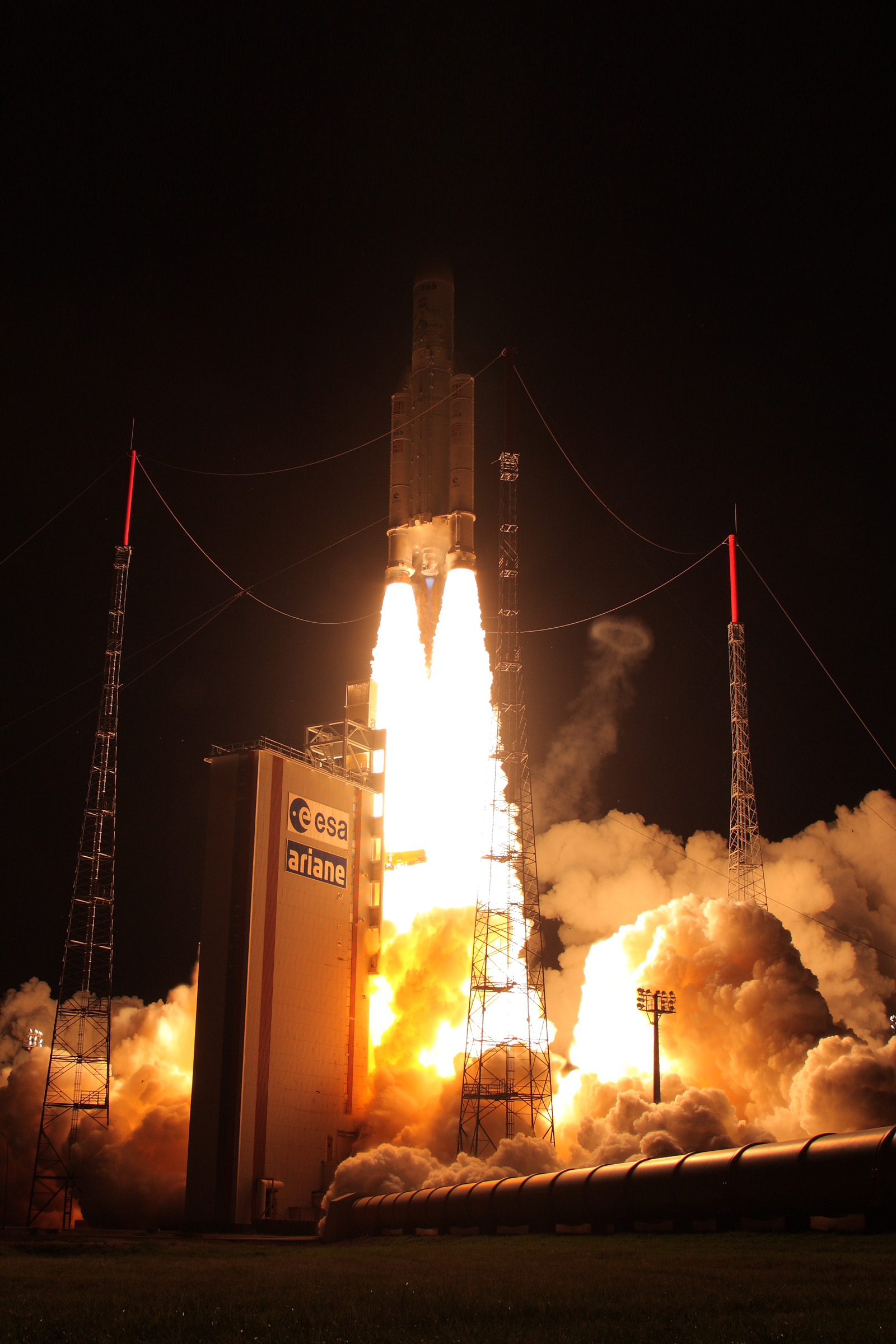
Ariane 5 ES podczas startu

Ariane 5 – europejska ciężka rakieta nośna zaprojektowana przez Europejską Agencję Kosmiczną i francuski Państwowy Ośrodek Badań Kosmicznych w celu dostarczania satelitów na orbitę geostacjonarną i do wysyłania ładunków na niską orbitę okołoziemską. Wszystkie starty przeprowadzane były z Gujańskiego Centrum Kosmicznego.
Ariane 5 była rakietą produkowaną przez EADS Astrium i zarządzaną przez Arianespace. Stanowiła całkowicie nowy projekt należący do rodziny Ariane, nie czerpiący pomysłów z poprzednika – Ariane 4. Rakieta składała się z trzech segmentów. Pierwszy z nich to dwie rakiety boczne napędzane paliwem stałym. Główny człon Ariane 5 w ostatniej wersji rakiety stanowił Ariane 5 EPC, który wykorzystywał mieszankę ciekłego tlenu i ciekłego wodoru. Ostatni ucieczkowy człon różnił się w zależności od wariantu. Ostatni lot rakiety Ariane 5 odbył się w lipcu 2023 roku. 

## Procedura startu
Start rakiety Ariane 5 ECA rozpoczyna się testowaniem silnika Vulcain 2, po pomyślnym teście uruchomione zostają boczne rakiety i wraz z pracującym silnikiem pierwszego stopnia rakiety, rozpoczynają jej wynoszenie. Rakiety pomocnicze mają średnicę 3 m, długość 31 m, masę bez paliwa 38 t, masę brutto (z paliwem) 278 t. W trakcie lotu rakiety na paliwo stałe pracują przez 140 sekund po starcie. Po tym etapie zostają odstrzelone a pracę przejmuje pierwszy stopień, napędzany mieszanką ciekłego tlenu i wodoru. Człon ten ma średnicę 5,4 m, długość 30,5 m, masę bez paliwa wynoszącą 15 t, z paliwem – 185 t, jego praca opiera się o silnik Vulcain 2. Stopień wypala paliwo w czasie 540 sekund od startu, po czym zostaje odrzucony. Następnie pracę przejmuje drugi stopień Ariane 5. W wariancie 5 ECA ma on średnicę wynoszącą 5,4 m, a długość zaledwie 4,7 m. Masa netto to 4600 kg, z paliwem zaś – 19 200 kg. Ostatni stopień, wykorzystujący silnik HM-7 zużywa paliwo najdłużej, bo aż przez 970 sekund. W ten sposób naprowadza się wystrzeliwany obiekt na docelową orbitę. Po uzyskaniu właściwej trajektorii wejścia, również ten stopień zostaje odstrzelony i spalony w ziemskiej atmosferze.

## Warianty
Dotychczas powstało 5 wariantów rakiety. Podstawowy, oznaczany literą G (od ang. generic), G+ – zastąpiony później przez GS, oraz najsilniejszy, ECA, a także ES wynoszący pojazdy ATV oraz satelity systemu nawigacyjnego Galileo.
| Wariant | Pierwszy start | Ostatni start | Liczba startów wszystkich/udanych | Silniki 0. stopnia (boostery) | Silnik 1. stopnia   | Silnik 2. stopnia | Udźwig na LEO (t) | Udźwig na GEO (t) | Uwagi                                                   |
| ------- | -------------- | ------------- | --------------------------------- | ----------------------------- | ------------------- | ----------------- | ----------------- | ----------------- | ------------------------------------------------------- |
| G       | 1996           | 2003          | 16/13                             | P230 (paliwo stałe)           | Vulcain (LH2/LOX)   | Aestus            | 16,00             | 6,20              | –                                                       |
| G+      | 2004           | 2004          | 3/3                               | P230 (paliwo stałe)           | Vulcain (LH2/LOX)   | Aestus            | –                 | 6,95              | –                                                       |
| GS      | 2005           | 2009          | 6/6                               | P230 (paliwo stałe)           | Vulcain (LH2/LOX)   | Aestus            | –                 | 6,10              | –                                                       |
| ECA     | 2002           | –             | 76/75                             | P241 (paliwo stałe)           | Vulcain 2 (LH2/LOX) | HM7-B             | –                 | 10,50             | –                                                       |
| ES      | 2008           | 2018          | 8/8                               | P241 (paliwo stałe)           | Vulcain 2 (LH2/LOX) | Aestus            | 21,00             | –                 | Wyłącznie do wynoszenia statków ATV i satelitów Galileo |

### Ariane 5 G
To podstawowa wersja rakiety nośnej Ariane 5, nad którą prace rozpoczęły się w 1984, natomiast program budowy rozwinięto na pełną skalę w roku 1988. Kosztował 8 mld USD. Rakieta została zaprojektowana z myślą o europejskim statku załogowym Hermes, anulowanym w 1992. Masa startowa wynosiła 746 t, a rakieta była zdolna wynieść 6100 kg na niską orbitę geostacjonarną. Spośród 16 startów 3 zakończyły się porażką, w tym 2 częściową.

### Ariane 5 G+
Ulepszona wersja rakiety Ariane 5 G powstała w celu zwiększenia możliwości wynoszenia ładunków. Za jej pomocą przeprowadzono tylko 3 starty, w tym jeden z sondą Rosetta. Kilka niewielkich modyfikacji zaowocowało zwiększeniem udźwigu na orbitę geostacjonarną o około 200 kg:
- lżejsza dysza P2001 członów dodatkowych (EAP)
- zwiększenie pojemności zbiorników MMH o 300 kg; zmiana proporcji w mieszance paliwowej silnika Aestus
- zmiana szkieletu przestrzeni ładunkowej z aluminiowej na kompozytową; nowy system oddzielania przestrzeni ładunkowej od członu w celu redukcji wstrząsów i naprężeń; nowe wyposażenie elektryczne

### Ariane 5 GS
Zdecydowano się na powiększenie zbiorników paliwa bocznych członów EAP oraz członu głównego EPS, który został ponadto wyposażony w nowy silnik Vulcain 1B. Przedział ładunkowy tej wersji był zbliżony do wersji Ariane 5 ECA.
Ostatni start Ariane 5GS miał miejsce 18 grudnia 2009 r.

#### Lista startów Ariane 5 G/G+/GS
| Data i godzina startu (UTC) | Nr lotu (fr. Vol) | Typ | Numer seryjny | Ładunek                                           | Wynik             |
| --------------------------- | ----------------- | --- | ------------- | ------------------------------------------------- | ----------------- |
| 1996-06-04 12:34            | V-88              | G   | 501           | Cluster                                           | Porażka           |
| 1997-10-30 13:43            | V-101             | G   | 502           | MaqSat-H, TEAMSAT, MaqSat-B, YES                  | Częściowa porażka |
| 1998-10-21 16:37            | V-112             | G   | 503           | MaqSat 3, ARD                                     | Sukces            |
| 1999-12-10 14:32            | V-119             | G   | 504           | XMM-Newton                                        | Sukces            |
| 2000-03-21 23:28            | V-128             | G   | 505           | Insat 3B, AsiaStar                                | Sukces            |
| 2000-09-14 22:54            | V-130             | G   | 506           | Astra 2B, GE-7                                    | Sukces            |
| 2000-11-16 01:07            | V-135             | G   | 507           | PAS-1R, Amsat P3D, STRV 1C, STRV 1D               | Sukces            |
| 2000-12-20 00:26            | V-138             | G   | 508           | Astra 2D, GE-8, LDREX                             | Sukces            |
| 2001-03-08 22:51            | V-140             | G   | 509           | Eutelsat 28A, BSAT-2a                             | Sukces            |
| 2001-07-12 21:58            | V-142             | G   | 510           | Artemis, BSAT-2b                                  | Częściowa porażka |
| 2002-03-01 01:07            | V-145             | G   | 511           | Envisat                                           | Sukces            |
| 2002-07-05 23:22            | V-153             | G   | 512           | Stellat 5, N-Star c                               | Sukces            |
| 2002-08-28 22:45            | V-155             | G   | 513           | Atlantic Bird 1, Meteosat 8                       | Sukces            |
| 2003-04-09 22:52            | V-160             | G   | 514           | Insat 3A, Galaxy 12                               | Sukces            |
| 2003-06-11 22:38            | V-161             | G   | 515           | Optus and Defence C1, BSAT-2c                     | Sukces            |
| 2003-09-27 23:14            | V-162             | G   | 516           | Insat 3E, e-Bird, SMART-1                         | Sukces            |
| 2004-03-02 07:17            | V-158             | G+  | 518           | Rosetta                                           | Sukces            |
| 2004-07-18 00:44            | V-163             | G+  | 519           | Anik F2                                           | Sukces            |
| 2004-12-18 16:26            | V-165             | G+  | 520           | Helios 2A, Essaim 1, 2, 3, 4, PARASOL, Nanosat 01 | Sukces            |
| 2005-08-11 08:20            | V-166             | GS  | 523           | Thaicom 4                                         | Sukces            |
| 2005-10-13 22:32            | V-168             | GS  | 524           | Syracuse 3A, Galaxy 15                            | Sukces            |
| 2005-12-21 22:33            | V-169             | GS  | 525           | INSAT-4A, Meteosat 9                              | Sukces            |
| 2007-10-05 22:02            | V-178             | GS  | 526           | Intelsat 11, Optus D2                             | Sukces            |
| 2007-12-21 21:41            | V-180             | GS  | 530           | RASCOM-QAF 1, Horizons-2                          | Sukces            |
| 2009-12-18 16:26            | V-193             | GS  | 532           | Helios 2B                                         | Sukces            |

### Ariane 5 ECA

Schemat budowy rakiety Ariane 5 ECA

To pierwsza poważna modyfikacja Ariane 5. Najcięższy i najsilniejszy wariant rakiet serii do użytku wszedł w roku 2002, jednak pierwszy lot zakończył się katastrofą. Rakieta wróciła do pracy w roku 2005. Nazwa rakiety to akronim od słów Evolution Cryotechnique type A.
Zmiany w stosunku do wersji podstawowej:
- Zwiększono pojemność dwóch bocznych członów dodatkowych o 2430 kg, jednocześnie zmniejszając ich masę własną o 1900 kg.
- Stopień główny (Ariane 5 EPC) został wyposażony w silnik Vulcain 2. Modyfikacja obiegu ciekłego tlenu w tym stopniu rakiety umożliwiła zwiększenie masy przenoszonego paliwa o 15200 kg.
- Wymianie uległ górny, drugi stopień rakiety, wyposażony w silnik HM-7(B) na mieszankę ciekłego tlenu i wodoru. Pochodzi on z serii rakiet Ariane 4.

Wszystkie te modyfikacje pozwoliły zwiększyć udźwig rakiety o około 60%, z 6000 kg do 9700 kg na orbitę transferową (GTO).
Nieudany dziewiczy lot Ariane 5 ECA był poważnym ciosem dla europejskiego przemysłu astronautycznego. Jak ustaliła specjalna komisja, awarię najpewniej spowodował wyciek w obwodach chłodzących dyszę silnika Vulcain 2. W 178 sekund po starcie rakieta zaczęła schodzić z wyznaczonej trajektorii. Obsługa naziemna była zmuszona wydać polecenie samozniszczenia. Przenoszony ładunek, wart 638 mln euro nie był ubezpieczony, co podważyło reputację Arianespace. Loty wersji ECA zostały wstrzymane aż na 3 lata, do 2005 roku.

#### Lista startów Ariane 5 ECA
| Data i godzina startu (UTC) | Nr lotu (fr. Vol) | Numer seryjny | Ładunek                                  | Wynik            |
| --------------------------- | ----------------- | ------------- | ---------------------------------------- | ---------------- |
| 2002-12-11 22:22            | V-157             | 517           | Hot Bird 7, Stentor                      | Porażka          |
| 2005-02-12 21:03            | V-164             | 521           | XTAR-EUR, Maqsat-B2, Sloshsat            | Sukces           |
| 2005-11-16 23:46            | V-167             | 522           | Spaceway F2, TELKOM-2                    | Sukces           |
| 2006-03-11 22:32            | V-170             | 527           | Spainsat, Hot Bird 7A                    | Sukces           |
| 2006-05-26 21:09            | V-171             | 529           | Satmex 6, Thaicom 5                      | Sukces           |
| 2006-08-11 22:15            | V-172             | 531           | JCSAT-10, Syracuse 3B                    | Sukces           |
| 2006-10-13 20:56            | V-173             | 533           | DirecTV-9S, Optus D1, LDREX-2            | Sukces           |
| 2006-12-08 22:08            | V-174             | 534           | WildBlue 1, AMC-18                       | Sukces           |
| 2007-03-11 22:03            | V-175             | 535           | Skynet 5A, INSAT-4B                      | Sukces           |
| 2007-05-04 22:29            | V-176             | 536           | Astra 1L, Galaxy 17                      | Sukces           |
| 2007-08-14 23:44            | V-177             | 537           | Spaceway-3, BSAT-3A                      | Sukces           |
| 2007-11-14 22:06            | V-179             | 538           | Skynet 5B, Star One C1                   | Sukces           |
| 2008-04-18 22:17            | V-182             | 539           | Star One C2, Vinasat-1                   | Sukces           |
| 2008-06-12 22:05            | V-183             | 540           | Turksat 3A, Skynet 5C                    | Sukces           |
| 2008-07-07 21:47            | V-184             | 541           | Badr 6, ProtoStar I                      | Sukces           |
| 2008-08-14 20:44            | V-185             | 542           | AMC-21, Superbird 7                      | Sukces           |
| 2008-12-20 22:35            | V-186             | 543           | Eutelsat W2M, Hot Bird 9                 | Sukces           |
| 2009-02-12 22:09            | V-187             | 545           | Hot Bird 10, NSS-9, Spirale A, Spirale B | Sukces           |
| 2009-05-14 13:12            | V-188             | 546           | Herschel, Planck                         | Sukces           |
| 2009-07-01 19:52            | V-189             | 547           | TerreStar-1                              | Sukces           |
| 2009-08-21 22:09            | V-190             | 548           | JCSAT-12, Optus D3                       | Sukces           |
| 2009-10-01 21:59            | V-191             | 549           | Amazonas 2, COMSATBw-1                   | Sukces           |
| 2009-10-29 20:00            | V-192             | 550           | NSS-12, Thor 6                           | Sukces           |
| 2010-05-21 22:01            | V-194             | 551           | Astra 3B, COMSATBw-2                     | Sukces           |
| 2010-06-26 21:41            | V-195             | 552           | Arabsat-5A, COMS-1                       | Sukces           |
| 2010-08-04 20:59            | V-196             | 554           | Nilesat 201, RASCOM-QAF 1R               | Sukces           |
| 2010-10-28 21:51            | V-197             | 555           | Eutelsat W3B, BSAT-3b                    | Sukces           |
| 2010-11-26 18:39            | V-198             | 556           | Intelsat 17, HYLAS-1                     | Sukces           |
| 2010-12-29 21:27            | V-199             | 557           | Koreasat 6, HispaSat-1E                  | Sukces           |
| 2011-04-22 21:37            | VA-201            | 558           | Yahsat 1A, Intelsat New Dawn             | Sukces           |
| 2011-05-20 20:38            | VA-202            | 559           | ST-2, GSAT-8                             | Sukces           |
| 2011-08-06 22:52            | VA-203            | 560           | Astra 1N, BSAT 3c                        | Sukces           |
| 2011-09-21 21:38            | VA-204            | 561           | Arabsat 5C, SES-2                        | Sukces           |
| 2012-05-15 22:13            | VA-206            | 562           | JCSAT-13, Vinasat-2                      | Sukces           |
| 2012-07-05 21:36            | VA-207            | 563           | EchoStar XVII, MSG-3                     | Sukces           |
| 2012-08-02 20:54            | VA-208            | 564           | INTELSAT 20, HYLAS 2                     | Sukces           |
| 2012-09-28 21:18            | VA-209            | 565           | Astra 2F, GSAT-10                        | Sukces           |
| 2012-11-10 21:05            | VA-210            | 566           | Eutelsat 21B, Star One C3                | Sukces           |
| 2012-12-19 21:49            | VA-211            | 567           | Skynet 5D, MEXSAT-3                      | Sukces           |
| 2013-02-07 21:36            | VA-212            | 568           | Amazonas-3, Azerspace-1/Africasat-1a     | Sukces           |
| 2013-07-25 19:54            | VA-214            | 569           | Alphasat, Insat 3D                       | Sukces           |
| 2013-08-29 20:30            | VA-215            | 570           | Eutelsat 25B / Es'hail 1, GSAT-7         | Sukces           |
| 2014-02-06 21:30            | VA-217            | 572           | ABS 2, Athena-Fidus                      | Sukces           |
| 2014-03-22 22:04            | VA-216            | 571           | ASTRA 5B, Amazonas 4A                    | Sukces           |
| 2014-09-11 22:05            | VA-218            | 573           | MEASAT 3b, Optus 10                      | Sukces           |
| 2014-10-16 21:43            | VA-220            | 574           | Intelsat 30, ARSAT-1                     | Sukces           |
| 2014-12-06 20:40            | VA-221            | 575           | DirecTV-14, GSAT-16                      | Sukces           |
| 2015-04-26 20:00            | VA-222            | 576           | Thor 7, SICRAL-2                         | Sukces           |
| 2015-05-27 21:16            | VA-223            | 577           | DirecTV-15, Sky Mexico 1                 | Sukces           |
| 2015-07-15 21:42            | VA-224            | 578           | Star One C4, MSG-4                       | Sukces           |
| 2015-08-20 20:34            | VA-225            | 579           | Eutelsat 8 West B, Intelsat 34           | Sukces           |
| 2015-09-30 20:30            | VA-226            | 580           | NBN Co 1A, ARSAT-2                       | Sukces           |
| 2015-11-10 21:34            | VA-227            | 581           | Arabsat 6B, GSAT-15                      | Sukces           |
| 2016-01-27 23:20            | VA-228            | 583           | Intelsat 29e                             | Sukces           |
| 2016-03-09 05:20            | VA-229            | 582           | Eutelsat 65 West A                       | Sukces           |
| 2016-06-18 21:38            | VA-230            | 584           | EchoStar 18, BRISat                      | Sukces           |
| 2016-08-24 22:16            | VA-232            | 586           | Intelsat 33e, Intelsat 36                | Sukces           |
| 2016-10-05 20:30            | VA-231            | 585           | Sky Muster II, GSAT-18                   | Sukces           |
| 2016-12-21 20:30            | VA-234            | 595           | Star One D1, JCSAT 15                    | Sukces           |
| 2017-02-14 21:39            | VA-235            | 588           | Telkom-3S, Intelsat 32e                  | Sukces           |
| 2017-05-04 21:50            | VA-236            | 589           | Koreasat 7, SGDC-1                       | Sukces           |
| 2017-06-01 23:45            | VA-237            | 590           | ViaSat-2, Eutelsat 172B                  | Sukces           |
| 2017-06-28 21:15            | VA-238            | 591           | EuropaSat / HellasSat-3, GSAT-17         | Sukces           |
| 2017-09-29 21:56            | VA-239            | 5100          | Intelsat 37e, BSAT-4a                    | Sukces           |
| 2018-01-25 22:20            | VA-241            | 5101          | SES-14, Al Yah 3                         | Częściowy sukces |
| 2018-04-05 21:34            | VA-242            | 5102          | Superbird-8, HYLAS-4                     | Sukces           |
| 2018-09-25 22:38            | VA-243            | 5103          | Horizons-3e, Azerspace-2/Intelsat 38     | Sukces           |
| 2018-10-20 01:45            | VA-245            | 5105          | BepiColombo                              | Sukces           |
| 2018-12-04 20:37            | VA-246            | 5104          | GSAT-11, GEO-KOMPSAT 2A                  | Sukces           |
| 2019-02-05 21:01            | VA-247            | 5106          | GSAT-31, Hellas Sat 4/SaudiGeoSat1       | Sukces           |
| 2019-06-20 21:43            | VA-248            | 5107          | DirecTV-16, Eutelsat 7C                  | Sukces           |
| 2019-08-06 19:30            | VA-249            | 5108          | EDRS-C/HYLAS-3, Intelsat 39              | Sukces           |
| 2019-11-26 21:23            | VA-250            | 5109          | Inmarsat-5 F5 (GX5), TIBA-1              | Sukces           |
| 2020-01-16 21:05            | VA-251            |               | Eutelsat Konnect, GSAT 30                | Sukces           |
| 2020-02-18 22:18            | VA-252            |               | JCSAT 17, GEO-Kompsat 2B                 | Sukces           |
| 2020-08-15 22:04            | VA-253            |               | Galaxy 30, MEV 2, BSat 4b                | Sukces           |
| 2021-07-30 21:00            | VA-254            |               | Star One D2, Eutelsat Quantum            | Sukces           |
| 2021-10-23                  | VA-255            |               | SES 17, Ovzon 3                          | Sukces           |
| 2021-12-25                  | VA-256            | 5114          | Kosmiczny Teleskop Jamesa Webba          | Sukces           |
| 2022-06-22                  | VA-257            | 5116          | MEASAT-3d, GSAT-24                       | Sukces           |
| 2022-09-07                  | VA-258            | 5117          | Eutelsat Konnect VHTS                    | Sukces           |

### Ariane 5 ES
Wersja przeznaczona do wynoszenia ładunku wyłącznie na niską i średnią orbitę okołoziemską. Jako trzecia rakieta z tej serii jest najbardziej niezawodna (zaraz po G+ i GS). Akronim ES pochodzi od ang. Evolution Storable.
Zbudowana specjalnie na potrzeby pojazdu ATV, którego celem jest zaopatrywanie Międzynarodowej Stacji Kosmicznej. Jest ona połączeniem technologii z rakiet Ariane 5 GS (2. człon) i Ariane 5 ECA (1. człon i dopalacze). Po raz pierwszy Ariane 5 ES wyniosła ATV na orbitę 9 marca 2008. Statki te są najcięższymi ładunkami, jakie kiedykolwiek wynosiła europejska rakieta.
Rakieta była przeznaczona do wynoszenia wycofanych już statków ATV i satelitów konstelacji Galileo. Po 5 lotach statków ATV i 3 startach grupy czterech satelitów Galileo rakieta została wycofana z użytku. Ostatni lot odbył się 25 lipca 2018, z satelitami Galileo FOC 19-22. Następne satelity Galileo będą już startowały za pomocą rakiety Ariane 62.

#### Lista startów Ariane 5 ES
| Data i godzina startu (UTC) | Nr lotu (fr. Vol) | Numer seryjny | Ładunek                                         | Wynik  |
| --------------------------- | ----------------- | ------------- | ----------------------------------------------- | ------ |
| 2008-03-09 04:03            | V-181             | 528           | ATV Jules Verne                                 | Sukces |
| 2011-02-16 21:50            | V-200             | 544           | ATV Johannes Kepler                             | Sukces |
| 2012-03-23 04:34            | VA-205            | 553           | ATV Edoardo Amaldi                              | Sukces |
| 2013-06-05 21:52            | VA-213            | 592           | ATV Albert Einstein                             | Sukces |
| 2014-07-29 23:47            | VA-219            | 593           | ATV Georges Lemaître                            | Sukces |
| 2016-11-17 13:06            | VA-233            | 594           | Galileo (FOC-FM7, FOC-FM12, FOC-FM13, FOC-FM14) | Sukces |
| 2017-12-12 18:36            | VA-240            | 595           | Galileo FOC FM 15-18                            | Sukces |
| 2018-07-25 11:25            | VA-244            | 596           | Galileo FOC FM 19-22                            | Sukces |